# Glideslope

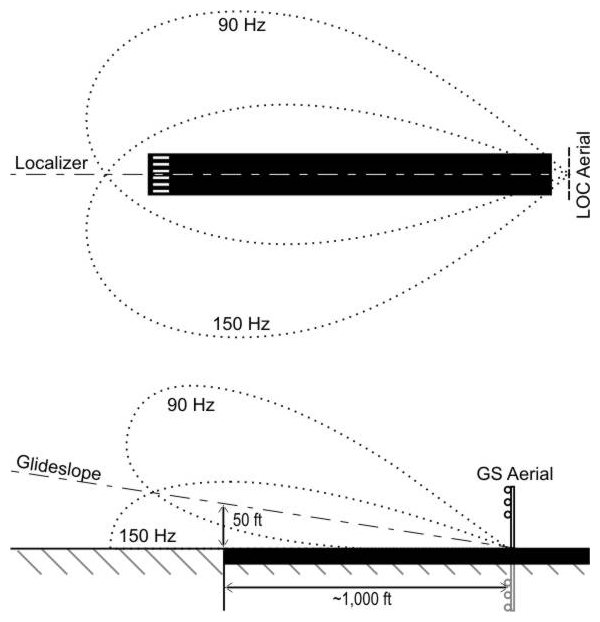
Bilden visar hur localizer- och glideslope-signalerna sänds.

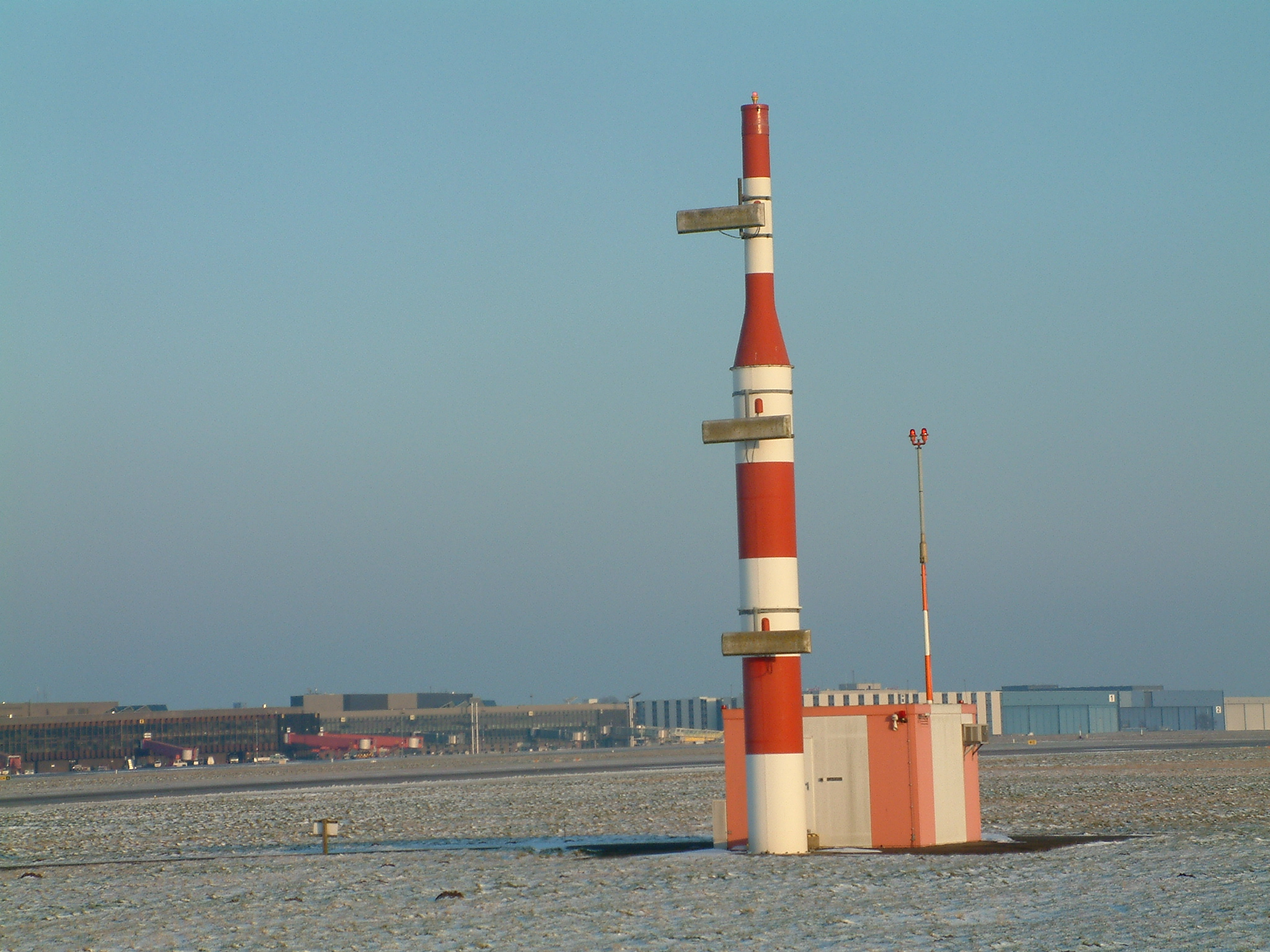
En glideslope-sändarmast på flygplatsen i Hannover.

Glideslope är ett instrument som utgör ena delen del av ett flygplans ILS (Instrument Landing System), och hjälper piloten med att hitta korrekt höjd i förhållande till kvarvarande avstånd till den tilltänkta landningsbanan, i den avslutande delen av inflygningen (approachen). Den andra delen av ILS är localizern (vilken hjälper piloter att hitta rätt kurs mot tilltänkt landningsbana under sista delen av inflygningen, approach).
En riktad radiostråle (i frekvensområdet kring 102-118 MHz) sänds ut från den tilltänkta landningsbanan och dess frekvens ställs in på flygplanets navigationsradio. När flygplanet först "fångat localizern" och korrekt kurs mot landningsbanan ställts in, kan piloterna börja använda glideslopen. I förarkabinen syns detta strax till höger om flygplanets viktigaste instrument gyrohorisonten som en nålmarkör. Höjden skall efter "fångandet av localizern" ligga på 3000-4000 fot, avståndet till landningsbanan 6-10 kilometer och hastigheten (mot vinden) max 220 knop. 
Nu gäller det för piloterna att utan att komma ur kurs, minska flygplanets höjd med en konstant vinkel snarare än med konstant vertikal hastighet. Detta eftersom flygplanets airspeed - hastigheten mot vinden bör sänkas till omkring 140 knop vid landning. I detta sammanhang är glideslopen överlägset jämfört med det instrument som annars står till förfogande, VSI. Eller den vertikala hastighetsmätaren (mäter antal tusen fot per minut i vertikal led). Glideslopeindikatorn håller istället koll på att flygplanets höjd överensstämmer med kvarvarande avstånd till landningsbanan. Och det gäller bara för piloterna att sänka hastigheten. Om flygplanet hamnar under glideslopens radiostråle ges en automatisk kraftig varning till piloterna. Både huvudvarningslampan tänd och ordet "glideslope" spelas upprepade gånger i förarkabinens högtalare. Om glideslopeindikatorn visar att flygplanet ligger lite för lågt kompenseras detta genom att planet behåller sin dåvarande höjd tills man åter får rätt höjd i förhållande till kvarvarande avstånd till banan - man stiger således enbart i nödfall, eftersom det kräver en tillfällig omkonfigurering av trottlar, vingklaffar och ev. utfällda landställ. Visar glideslopeindikatorn att flygplanet ligger för högt drar man ner trottlarna (om dessa inte redan står på tomgång), och sjunker med högre vertikalhastighet.
Ovanstående fungerar på samma sätt oavsett om piloterna använder autopilot eller flyger manuellt. Avancerade autopiloter kan dock ställas in för att automatiskt följa glideslopen och till och med göra hela landningen automatiskt. En stor fördel i dimma, men obrukbart vid stark blåst.